# The SeeYa
The SeeYa (ザ・シーヤ、トシヤ、朝鮮語: 더 씨야) はかつて存在した韓国の女性4人組アイドルグループ。数年前に解散したアイドルグループSeeYaの新バージョンとして結成された。2012年11月15日にM! Countdownで初パフォーマンスを披露しデビューした。THE SEEYAと大文字表記される場合もある。2015年に解散した。

## メンバー
ソン・ユジン（성유진：Sung Yoojin）
- 年齢：21歳
- メインボーカル、透き通った高音が特徴
- デビュー前の経歴：青少年歌謡祭大賞
- IU ペク・ジヨン Secretなど有名歌手のガイドボーカル、コーラスを務めた[1]

ホ・ヨンジュ（허영주：Heo Youngjoo）
- 年齢：21歳
- 身長:168cm
- ピアノとフルートを演奏できる。絶対音感がある。
- 学歴:成均館大学校演技芸術学科[2]に在学中。
- テレビドラマ「THE IDOLM@STER.KR」内ユニット「Real Girls Project」メンバーの一人。

ソン・ミンギョン（송민경：Song Minkyung）
- 趣味：ピアノ
- デビュー前の経歴：ミュージカル、雨のように音楽のように(2期ヒロイン、2010年)[3]

オ・ヨンギョン（오연경：Oh Yeonkyung）
- 年齢：19歳
- ショートカットで清潔感あふれるイメージ
- デビュー前の経歴：高校1年生にブラウンアイドソウルの曲に参加[4]
- ダンス系ガールズグループ5Dollsに2013年7月から2014年頃までTHE SEEYAと兼任して活動していた。

## 曲
私の心は死んでいきます （내 맘은 죽어가요：Be With You)
- 歌番組:2012年11月15日 -
- リフレインが特徴的
- デビュー曲、主に歌番組では男女共学SPEEDのテウンが参加したバージョンが披露された。

毒薬（독약：Poison)
- 歌番組:2012年12月7日 -
- バラード
- 主に歌番組ではダビチのイ・ヘリが参加したバージョンが披露された。2012年12月20日のM! Countdownでは元SeeYaのイ・ボラムが参加した。

Tell Me
- 歌番組:2014年01月24日 -
- 俳優ソンホジュンとのデュエット曲、more and more（하면 할 수록）につづいて21日発表された。チョ・ヨンス作曲。

愛の歌（사랑의 노래：Love song / Crazy Love)
- 歌番組:2015年1月9日 -
- 初披露は2014年12月29日のSBSアウォードフェスティバル（SAF）である。
- EXIDのLEがラップで参加したバージョンもある。
- SeeYaのCrazy Loveと英語表記が同じだが無関係である。

### コラボレーション
涙がにじむわ （눈물이 핑돌아：Tears Come / Tear up)
- 歌番組:出演なし
- Gavy N.Jとの曲。

## ユーラシア自転車遠征
2014年に南北の平和を願い、ユーラシア大陸を自転車で走破するワンコリア・ユーラシア自転車平和遠征が開催された。これに参加したヨンジュは8月13日から21日の8泊9日で、ポーランドからベルリンを通過してワルシャワまでの751kmを、自転車で走破した。朝鮮日報のインタビューで「統一は簡単ではないけれど、しかし小さなペダルを回す動きが大きな変化となると信じている。」と述べた
2014年11月16日に、15000km走破成功を祝う公式祝賀行事でTHE SEEYAが数曲を歌った。ここでヨンジュが作詞作曲した「ユーラシア遠征隊」主題歌を披露された。